# Six valses caractéristiques
Six valses caractéristiques is een verzameling composities van Edward Joseph Collins.
Collins was voor wat betreft zijn werken een sloddervos. De verzameling draagt opus 18, maar er zijn slechts drie (delen van) andere werken met een ander opusnummer bekend. Van de zes hier onderstaande walsen is ook niet bekend of ze inderdaad bij elkaar horen. Zo vermeldde nummer 5 op het manuscript alleen maar nummer 5. Opus 18 ging toen niet verder dan nummer 4, men heeft toen aangenomen dat nummer 5 erbij hoorde.
Ondanks dat de componist buiten Chicago nauwelijks bekendheid geniet, zijn de zes walsen wel al door een aantal pianisten vastgelegd. William Browning (alle zes), Gunnar Johansen (vier, opnamen circa 1977) Earl Wild (vier, opnamen 1988), Jeffrey Sykes en Anna Polonsky zetten op plaat gezet.
De zes walsen laten een behoudende romantische stijl horen, die al redelijk gedateerd was ten tijde van componeren. De Amerikaanse componisten uit de jaren twintig schreven meest al modernere muziek.
De zes stukjes luiden:
- Valse heroïque (1922: f mineur)
- Valse élégante
- Valse romantique (1924: fis mineur)
- Valse limpide (1922: ges majeur)
- Valse pensive (in fis mineur)
- Valse capriceuse

Opus 18 is in de discografie van 2015 over die compact discs verdeeld:
- Albany Records Troy 1230 : William Browning, alle zes in deel X van de Music of Edward Joseph Collins
- Albany Records TROY 1156: Gunnar Johansen, walsen 1, 2, 4 en 6, in deel I van de Music of Edward Joseph Collins
- CRI-Records 644: Earl Wild, walsen 1,3, 4 en 5: Romantic Music of Edward Joseph Collins